# 芸能スクール一覧
芸能スクール一覧（げいのうすくーるいちらん）は、日本の俳優を養成する俳優養成所など、芸能人を養成するスクールの一覧。
50音順
- Ai&Grace（愛企画附属養成所）
- 秋田雨雀・土方与志記念青年劇場付属養成所（新宿）
- 青二塾（青二プロダクション俳優養成所）
  - 青二塾大阪校
  - 青二塾日曜クラス
- VOATアクターズスタジオ（原宿、福岡）
- アクターズスタジオ（北海道、東京、関西、金沢、徳島、富山、長野、前橋）
- アクターズステーション（俳優養成所）
- アクターズスクールAcvie（俳優養成所）
- アクターズハウス俳優養成所
- アクティブハカタ付属養成所アクティス（ACTIS福岡校、ACTIS鹿児島校、運営：アクティブアカデミー）
- アクターズ・スタジオ（俳優養成所）
- アクターズプロモーション附属東京プレイハウス
- アップスアカデミー（俳優養成所）
- Animo Actors Source（アニモプロデュース養成所）
- AVILLA STAGE（ AVILLA附属養成所）
- E-sprinG附属養成所
- MAC明治座アカデミー
- 映画24区スクール
- 演劇・ミュージカルスクール京都
- 映像テクノアカデミア
- エビ大塾（エビス大黒舎直営俳優養成所）
- 演劇集団円付属養成所 　円・演劇研究所
- 演技倶楽部SPACE大阪・東京（俳優育成専門）
- 大阪放送劇団付属研究所
- 大平プロダクション附属大平透声優ゼミナール
- オフィス・ビッグプロ俳優養成所「ビッグアカデミー」
- オフィスPAC付属養成所パフォーミング・アート・センター
- オレガアクターズゼミ
- 株式会社シャイン（アクセント (プロダクション)附属養成所）
- 関西芸術座附属演劇研究所
- ギザミュージックスクール
- キャストパワーNEXT（キャストパワー附属養成所）
- 求道塾（俳優養成所）
- 京都音楽劇団
- 現代演劇協会附属演劇研究所
- 劇団21世紀FOX演劇研修所
- 劇団がらくた工房付属養成所
- 劇団シアター・ウィークエンド付属俳優養成所
- 劇団すごろく付属養成所
- 劇団ひまわり付属俳優養成所
- 劇団京付属俳優養成所吉沢塾
- 劇団四季養成所
- 劇団若草附属養成所
- 劇団青年座俳優養成所東京アクターズ
- 劇団青年座研究所
- 劇団青俳演劇養成所/青俳付属養成所
- 劇団前進座付属養成所
- 劇団東京ヴォードヴィルショー養成所「闘魂塾」
- 劇団東俳付属東俳新人養成所
- 劇団俳優小劇場養成所
- 劇団木山事務所俳優養成所
- 劇団浪曼劇場養成所
- 賢プロダクション附属スクールデュオ
- ケンユウオフィス付属養成所talk back
- 国立劇場俳優養成所
- サンミュージックアカデミー（東京、札幌、新潟、名古屋、大阪、大阪泉佐野、福岡、鹿児島）
- jiggyAcademy・ジギーアカデミーモデル養成所
- 下北沢ザ・スズナリ養成所
- ジャパン・エンターテインメント・アカデミー（JEA）（ジャパン・ミュージックエンターテインメント傘下タレントスクール）
- ジョビィキッズプロダクション養成所（全国各地）
- 松竹音楽舞踊学校（松竹歌劇団養成所）
- 松竹芸能養成所
- 松濤アクターズギムナジウム
- 新宿アクティビズムスタジオ
- スクールJCA（プロダクション人力舎タレント養成所）
- スタッフ・アップ グループ俳優スクール
- スペルバウンド付属養成所（声優・俳優・ナレーター事務所付属養成機関）
- タイタンの学校
- 宝塚音楽学校（宝塚歌劇団団員養成所）
- TAPセカンド（TAP附属養成所　元　オフィス北野）
- TABプロダクション付属俳優養成所
- TBS俳優養成所緑山私塾
- テアトル・エコー養成所
- TVB俳優養成所
- 東京ドラマハウスアクターズスタジオ（プロダクション東京ドラマハウス付属養成所）
- 東京中央放送局専属劇団俳優養成所
- 東京民衆芸術劇場附属俳優養成所
- 東宝俳優養成所
- 東映京都撮影所付属俳優養成所（東映太秦俳優養成所）
- 東映アカデミー養成所
- 東京芸能芸術研究所
- 同人舎プロダクション俳優養成所
- タレント養成所ジャパン・アーチスト・オフィス
- ドラマスクール・レッドホースヒルズ
- 名古屋劇塾（劇団「劇座」付属俳優養成所）
- 新田塾
- 日活芸術学院
- 日本テレビタレント養成所
- 日本放映プロ養成所
- 日本放送協会(NHK)俳優養成所 NHK東京放送劇団
- NEK俳優養成所
- ノーリーズン・ファーム（ノーリーズン附属養成所）
- 野中塾（野中マリ子が始めた演技指導所、俳優養成所の通称）
- 俳優養成所UPSアカデミー
- 俳優養成所「タキ塾」
- 俳協ボイスアクターズスタジオ
- 俳協演劇研究所 東京俳優生活協同組合 俳協付属養成所（旧・俳協養成所）
- 俳優養成所 NASAアクターズスタジオ
- 花やしきアクターズスタジオ
- 原宿芸能スクール
- パフォーミング・アーツ・カレッジ（劇団汎マイム工房パフォーマー養成所）
- B-cat Act＆Music Studio（大阪の芸能・音楽スクール）
- ピープスアカデミー（株式会社ピープス）
- ビジュアル・スペース俳優養成所（元：ぷろだくしょんバオバブ付属養成所、旧バオバブ学園）
- フィルムスター学院
- バーニングタレント養成所（バーニングプロダクション付属・直結養成所）
- パフォーミング・アート・センター
- ヒーローズアカデミー
- 文学座養成所
- 文学座付属演劇研究所
- 放送表現教育センター
- 北海道俳優養成所・劇団道
- 舞台芸術アカデミー（劇団俳優座養成所）
- フリーアナウンサークラブ付属養成所・放送タレント塾
- ホリプロ・インプルーブメント・アカデミー（養成所）
- POCKETSTAGE（ポケットステージ オンライン芸能スクール）
- マウスプロモーション付属俳優養成所（旧 江崎プロダクション付属養成所）
- MIRAI PICTURES ACADEMY（MIRAI (芸能プロダクション)附属養成所）
- 民衆芸術劇場附属養成所
- 無名塾（俳優養成所）
- LAFAS フィルムアクターズスクール
- リトルロックアーティストアカデミー（高知の芸能スクール）
- レイワジャパン・ネオ
- 吉本総合芸能学院（新人タレント育成養成所）
- ワタナベコメディスクール（ワタナベエンターテインメントタレント養成所）